# LoveStoned
"LoveStoned" (hay "LoveStoned/I Think She Knows (Interlude)" trong phiên bản album) là bài hát của ca sĩ kiêm nhạc sĩ người Mỹ Justin Timberlake nằm trong album phòng thu thứ hai của anh, FutureSex/LoveSounds (2006). Bài hát được phát hành vào ngày 14 tháng 6 năm 2007 bởi hãng Jive Records như là đĩa đơn thứ tư trích từ album. Bài hát được đồng sáng tác và sản xuất bởi Timberlake, Timbaland và Nate "Danja" Hills.
Ngược lại với chủ đề của album về tình yêu, "LoveStoned" có lời bài hát khá khêu gợi. Về mặt âm nhạc, "LoveStoned" là một bài hát umtempo dance, tương phản với Interlude "I Think She Knowss", chậm hơn, yên tĩnh, điều khiển âm thanh guitar. Bài hát này bao gồm một phần chuỗi "LoveStoned/I Think She Knows" đã nhận được những đánh giá tích cực từ các nhà phê bình âm nhạc, ca ngợi về âm nhạc lẫn lời bài hát.
Ca khúc lọt vào top 10 trên hầu hết các bảng xếp hạng, đứng đầu một số bảng xếp hạng của tạp chí Billboard, bao gồm Hot Dance Club Play và Hot Dance Airplay. Sau khi phát hành, "LoveStoned/I Think She Knows" đã đạt được 39.000 lượt tải trên iTunes. Bài hát đã giành Giải Grammy cho Thu âm nhạc dance xuất sắc nhất tại giải Grammy năm 2008.

## Danh sách track và định dạng
1. "LoveStoned" (Phiên bản Album) - 7:24

## Các phiên bản chính thức
1. "LoveStoned/I Think She Knows (Interlude)" [Album Version] - 7:24
2. "LoveStoned/I Think She Knows (Interlude)" [Radio Edit] - 5:07
3. "LoveStoned/I Think She Knows (Interlude)" [Instrumental] - 7:24
4. "LoveStoned/I Think She Knows" (Tiësto Radio Edit) - 3:30
5. "LoveStoned/I Think She Knows" (Tiësto Remix) - 5:11
6. "LoveStoned/I Think She Knows" (Kaskade Remix) - 5:56
7. "LoveStoned/I Think She Knows" (Kaskade Radio Mix) 3:35
8. "LoveStoned/I Think She Knows" (Don Zee Remix) - 4:37
9. "LoveStoned/I Think She Knows" (Femi Fem 7 Remix) - 4:20
10. "LoveStoned/I Think She Knows" (Femi Fem 12 Remix) - 7:11
11. "LoveStoned/I Think She Knows" (Matrix & Futurebound Extended Remix) - 7:22
12. "LoveStoned/I Think She Knows" (Goldtrix Remix) - 7:22
13. "LoveStoned" (UK Radio Edit) - 3:44
14. "LoveStoned" (Mysto & Pizzi Remix) - 5:25
15. "LoveStoned" (Justice Remix) - 4:45
16. "LoveStoned" (Roc Mafia Remix) - 4:54
17. "LoveStoned" (Push 24 Extended Mix) - 5:31
18. "LoveStoned" (B.Yonest aka B Dot Anonymouz Remix) 5:46
19. "LoveStoned" (Ivan Bryuler Dub Version) 10:07

## Xếp hạng

### Xếp hạng tuần
| Bảng xếp hạng (2007)                 | Vị trí cao nhất |
| ------------------------------------ | --------------- |
| Úc (ARIA)                            | 11              |
| Áo (Ö3 Austria Top 40)               | 21              |
| Bỉ (Ultratop 50 Flanders)            | 14              |
| Bỉ (Ultratop 50 Wallonia)            | 29              |
| Canada (Canadian Hot 100)            | 5               |
| Cộng hòa Séc (Rádio Top 100)         | 17              |
| Đan Mạch (Tracklisten)               | 12              |
| Phần Lan (Suomen virallinen lista)   | 7               |
| Pháp (SNEP)                          | 28              |
| Hungary (Rádiós Top 40)              | 4               |
| Hungary (Dance Top 40)               | 13              |
| Ireland (IRMA)                       | 12              |
| Ý (FIMI)                             | 10              |
| Hà Lan (Single Top 100)              | 8               |
| New Zealand (Recorded Music NZ)      | 17              |
| Slovakia (Rádio Top 100)             | 22              |
| Thụy Điển (Sverigetopplistan)        | 9               |
| Thụy Sĩ (Schweizer Hitparade)        | 19              |
| Anh Quốc (OCC)                       | 11              |
| Hoa Kỳ Billboard Hot 100             | 17              |
| Hoa Kỳ Pop Airplay (Billboard)       | 4               |
| Hoa Kỳ Dance Club Songs (Billboard)  | 1               |
| Hoa Kỳ Adult Pop Airplay (Billboard) | 28              |

### Xếp hạng cuối năm
| Bảng xếp hạng (2007)     | Xếp hạng |
| ------------------------ | -------- |
| Australian Singles Chart | 75       |

## Radio và lịch sử phát hành
| Nước           | Ngày                | Định dạng        | Nhãn hiệu    |
| -------------- | ------------------- | ---------------- | ------------ |
| Vương quốc Anh | 2 tháng 7 năm 2007  | EP kĩ thuật số   | RCA Records  |
| Mỹ             | 10 tháng 7 năm 2007 | Mainstream radio | Jive Records |
| Mỹ             | 17 tháng 7 năm 2007 | Mainstream radio | Jive Records |